# Coma cometária

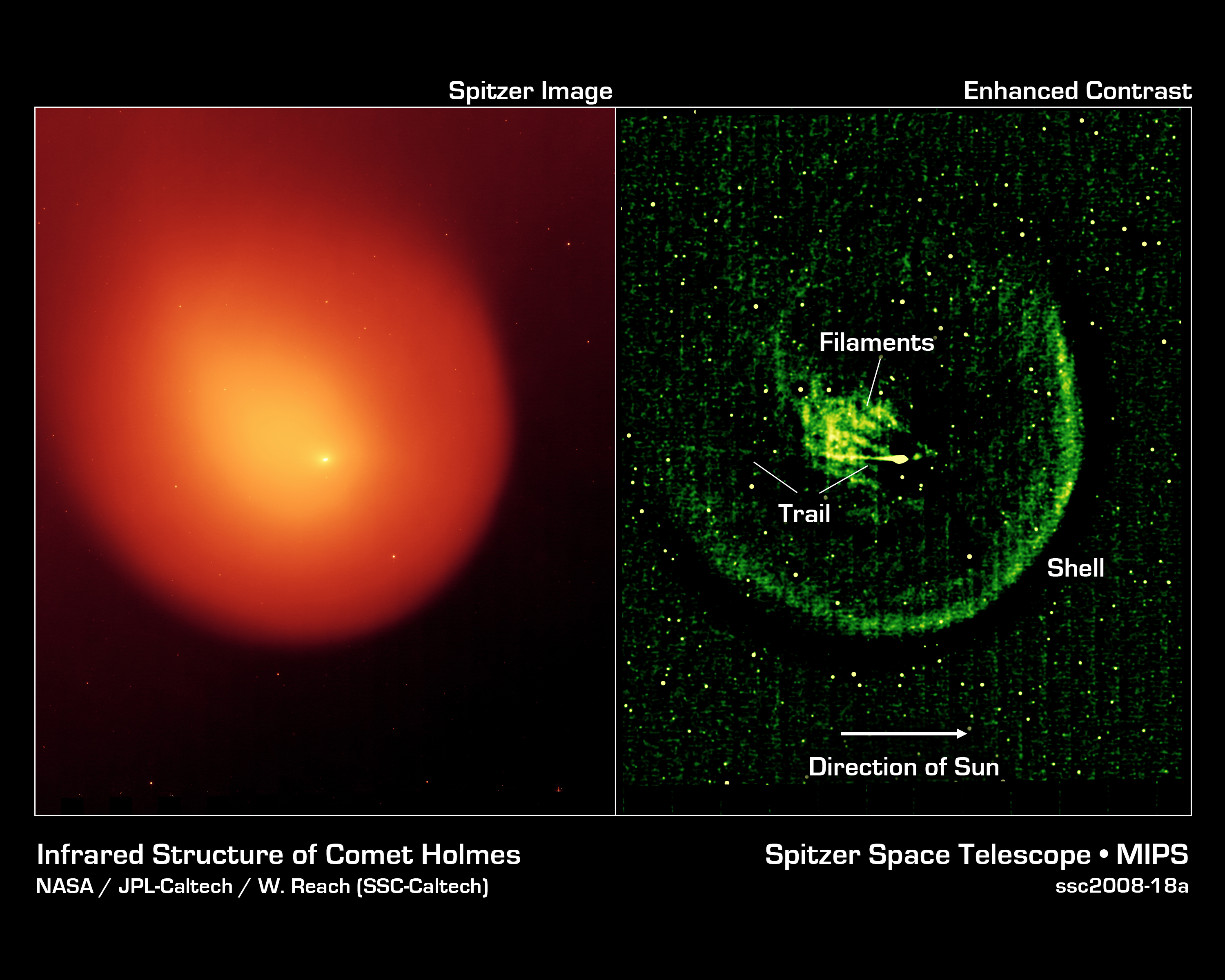
Estrutura do cometa Holmes em infravermelho.

Em astronomia, coma (do latim Coma, Cauda ou Cabeleira, por sua vez do grego χομη, cabeleira) é a denominação da nuvem de poeira e gás que circunda o núcleo de um cometa. É formada quando um cometa se aproxima do Sol (a 6 UA de distância), de modo que parte da superfície do núcleo de gelo se evapora e, juntamente com outros materiais (geralmente poeira) que o rodeiam, transformando a nuvem visível pela refração da luz, e ocultando o núcleo. Pra ocorrer a sua formação, a taxa de fuga do núcleo deve ser menor que a velocidade média das moléculas de gás.
No dia 16 de novembro de 2007, a coma do cometa 17P/Holmes cresceu tanto que superou o diâmetro o Sol.

## Formação
A coma começa o seu processo de formação quando o núcleo do cometa vai se aproximando do Sol, provocando o aumento temperatura de sua superfície. O dióxido de carbono (CO2, "gelo seco"), que é um dos principais componentes dos cometas, que volatiza a -53 °C. Como geralmente os cometas passam a maior parte de suas "vidas" a distâncias extremamente grandes do Sol que deixa suas temperaturas muito inferiores a essa.
Quando esses objetos se aproxima suficientemente do Sol começa o processo de volatização de parte dos constituintes dos mesmos. Os gases e grãos liberados do núcleo, devido a esse processo, formam uma nuvem o seu redor. Denomina-se essa nuvem de coma (cauda ou cabeleira) do cometa. Parte do material dessa nuvem será "soprado" pelo "vento solar" no sentido contrário em relação ao Sol se encontra, formando a cauda do cometa.
Em termos de Sistema Solar, o nosso planeta está localizado perto do Sol. Quando um cometa se aproxima da Terra, naturalmente ele também se aproxima do Sol, formando portando a cabeleira e cauda.
Geralmente, em torno de 5 UA da distância do Sol, a luz refletida pelos grãos de poeira da coma do cometa, somada à luz emitida pelas moléculas também de sua coma (processo de fluorescência onde as moléculas absorvem a radiação ultravioleta emitida pelo Sol e emitem luz visível), passam a ofuscar a visão do núcleo do cometa. O que é possível ser visto de um cometa, nas regiões internas do Sistema Solar, são a sua cabeleira e a sua cauda.